# Anime music video
Anime music video (ve zkratce AMV) je hudební videoklip obsahující jednu nebo více scén z anime, doplněnou vhodnou a odpovídající hudbou.
V drtivé většině se jedná o amatérskou a neoficiální produkci (stylem by fans for fans), kvalitní díla se promítají na anime-srazech, případně se šíří po internetu.
Ačkoli už samotný název odkazuje na japonskou animaci, dobré AMV lze sestříhat i z nejaponské animace a jako hudební doprovod lze použít téměř libovolnou hudbu, pokud se hodí k videu.